# Langon (Loir-et-Cher)
Langon – miejscowość i gmina we Francji, w Regionie Centralnym, w departamencie Loir-et-Cher.
Według danych na rok 1990 gminę zamieszkiwały 813 osoby, a gęstość zaludnienia wynosiła 21 osób/km² (wśród 1842 gmin Regionu Centralnego Langon plasuje się na 482. miejscu pod względem liczby ludności, natomiast pod względem powierzchni na miejscu 190.).